# 小于一
《小于一》（Less Than One: Selected Essays）是俄罗斯裔美国籍诗人、诺贝尔文学奖得主约瑟夫·亚历山德罗维奇·布罗茨基的一部文学和自传散文集，用英语写成。该书于1986年由法拉尔、斯特劳斯和吉鲁（Farrar, Straus and Giroux）出版，并被授予当年美国国家书评人协会奖的批评奖。这本书包括关于俄罗斯同乡作家如陀思妥耶夫斯基、奥西普·曼德尔施塔姆和安德烈·普拉东诺夫等人，以及诗人威斯坦·休·奥登的散文。